# Antonio Billia
Antonio Billia (Udine, 1831 – Valfurva, 10 agosto 1873) è stato un giornalista e politico italiano, membro dell'Estrema sinistra storica.

## Biografia
Billia studiò Giurisprudenza ma si dedicò al giornalismo. Di idee repubblicane scrisse sul Lombardo, sul Il Sole, (di cui fu direttore dal novembre 1866 all'aprile 1867 con Cesare Parenzo), e poi sul Gazzettino Rosa giornale in totale conflitto con la classe politica al potere.
Eletto deputato di Corteolona, fu tra i promotori della sinistra radicale.
Il primo atto ufficiale di differenziazione della sinistra radicale dalla sinistra storica fu proprio la relazione di Billia alla Camera ed il voto contrario all'esercizio provvisorio di bilancio (1869) del governo Lanza-Sella, al quale la sinistra storica vota a favore.
Di Billia fu l'espressione questione meridionale per definire la disastrosa situazione economica del Mezzogiorno in confronto alle altre regioni dell'Italia unificata.
Alla sua morte nel 1873, a soli quarantadue anni, gli succedette come deputato nella circoscrizione di Corteolona Felice Cavallotti.